# Lagarto (marca)
Lagarto es una marca comercial de productos de limpieza cuyo origen se remonta a la fabricación y comercialización del “jabón Lagarto”, jabón que se hizo muy popular en España durante el siglo XX al punto de convertirse en sinónimo de jabón doméstico por excelencia.

## Historia
Los orígenes de la marca Lagarto se encuentran en la compañía Lizariturry y Rezola, empresa de productos químicos ubicada en la ciudad de San Sebastián. En el año 1915 ya existía el jabón Lagarto, como atestigua el “Álbum Gráfico Descriptivo del País Vascongado".
Una muestra de la popularidad de este jabón es que, en el año 1924, el Príncipe de Asturias, Alfonso de Borbón y Battenberg, acompañado de su hermano el Infante Jaime de Borbón y Battenberg, realizan una visita a la fábrica de jabón Lagarto.

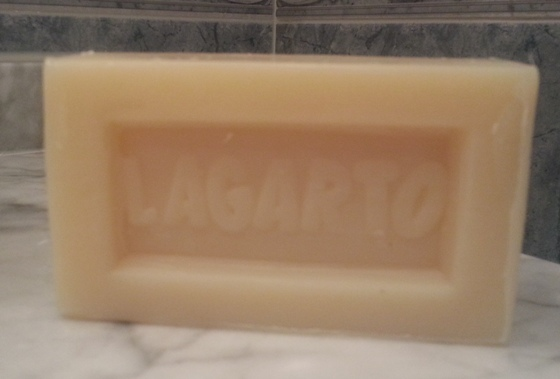
Fotografía de una pastilla de jabón de la marca Lagarto

El éxito comercial del jabón Lagarto en España en los años 20 se debió a la dirección artística de Pedro Antequera Azpiri, polifacético artista gráfico, que diseñó en 1924 el cartel clásico de Jabón Lagarto. Este cartel se convirtió en uno de los emblemas de la publicidad en España. La imagen de este cartel, que rápidamente se asoció a la marca, contribuyó a la popularización de esta marca de jabón que terminó por eclipsar el resto de marcas de Lizariturry y Rezola.
A lo largo del siglo XX, se fue ampliando el catálogo de productos de limpieza asociados a la marca Lagarto con detergentes, suavizantes, líquidos lavavajillas...
Hoy en día, la marca Lagarto sigue siendo comercializada y producida por la empresa Euroquimica.